# Cymatura fasciata
Cymatura fasciata es una especie de escarabajo longicornio del género Cymatura, tribu Xylorhizini, subfamilia Lamiinae. Fue descrita científicamente por Guérin-Méneville en 1849.
La especie se mantiene activa durante los meses de marzo, abril, mayo y octubre.

## Descripción
Mide 16-29 milímetros de longitud.

## Distribución
Se distribuye por Camerún, Eritrea, Etiopía, Kenia, Malaui, Uganda, República Democrática del Congo, República Centroafricana, Sudáfrica, Somalia y Tanzania.